# エリシャ
エリシャ（ヘブライ語：אֱלִישָׁע）は旧約聖書の登場人物で、紀元前9世紀代のイスラエル王国で活躍した預言者である。「シャファトの子エリシャ」として『列王記上』の19章で初出する。彼の活動期間中、イスラエル国王ではアハズヤ、ヨラム、イエフ、ヨアハズ、ヨアシュと国王が変遷している。彼は預言者エリヤの弟子として有名で、師の遺志を受け継いで国内に蔓延していた偶像崇拝との戦いに邁進した。また、様々な奇跡を行ったことでも知られている。 正教会でエリセイと呼ばれ聖人とされる。

## エリシャの召命
アハブ王の時代、王妃イゼベルに命を狙われたエリヤは、身を案じてシナイ半島の砂漠地帯へと逃亡し、ホレブ山に身を潜めた。すると神が現れ、彼に三つの使命を与える。それは、ハザエルを聖別してアラムの王に立てること、ニムシの子イエフを聖別してイスラエルの王に立てること、そして彼の後継者としてアベル・メホラの農民シャファトの子エリシャを指名することであった。
| 「 | 「（前略）またアベル・メホラのシャファトの子エリシャにも油を注ぎ、あなたに代わる預言者とせよ。」 －『列王記上』 19：16 新共同訳（以下、引用はすべて新共同訳。） | 」 |

エリヤはその後、ダマスコへと向かうのだが、その道すがら畑を耕している若者エリシャを見出す。そして、自らの象徴として周知されていた毛皮の衣を彼に投げかけたところ、彼はすぐさま弟子として従った。それからおよそ八年間、エリヤの昇天に及んで彼から預言者としての霊を受け継いで独り立ちするに至るまで、エリシャは忠実な僕として同伴し、養育者でもある師に仕えていた。ただし、この期間の出来事については聖書文献は多くを語っていない。
エリヤは概ね隠遁生活を送っていたものの、イスラエルの神への信仰心を捨てた権力者、及び会衆と幾度となく争った。そのため、エリヤの驚くべき形での突然の昇天という出来事を前にしてエリシャは彼から願い事を問われたのだが、これに関してハザルは注釈において、エリシャは師の二倍の力を望んだと論じている。また、その見解に基づいて、エリシャの行った奇跡の数がエリヤのそれの二倍であったとも述べている。

## 預言者としてのエリシャ
「わが父よ、わが父よ、イスラエルの戦車よ、その騎兵よ」—『列王記下』 2：12（これ以降の引用はすべて同書より）。
これがエリヤとの別れ際のエリシャの言葉である。エリヤの昇天の直後、師の象徴であった毛皮の衣が落ちてきた。エリシャはそれを使ってヨルダン川を二つに分けたのだが、これがエリシャの行った最初の奇跡であった。また、この行為によって、他の預言者の仲間からエリヤの正統な後継者として認められたのである。それから自らが死ぬまでの約六十年の間、預言活動と奇跡の業を絶やすことがなかった彼は、イスラエルを代表する預言者として堅固たる地位を確立するのであった。

### 奇跡
エリシャについて語るには奇跡を抜きには語れないほど、彼は多くの奇跡を行ったとされ、また、彼はその奇跡によって名を成した人物でもある。以下、主だったものを紹介する。
- エリコの町の水源を塩で清めた（2：19～2：22）。
- 油を増やして寡婦とその子供たちを貧困から救った（4：1～4：7）。
- シュネムの婦人の子供がクモ膜下出血で死んだ際、その子を生き返らせた（4：18～4：37）。
- 毒物の混入した煮物を麦粉で清めた（4：38～4：41）
- パン二十個と一袋の穀物を百人の人間が食べきれないまで増やした（4：42～4：44）。
- アラムの軍司令官ナアマンの皮膚病をヨルダン川の水で癒した（5：1～5：14）。
- 水の中に沈んだ斧を浮き上がらせた（6：1～6：7）。

### 人物像

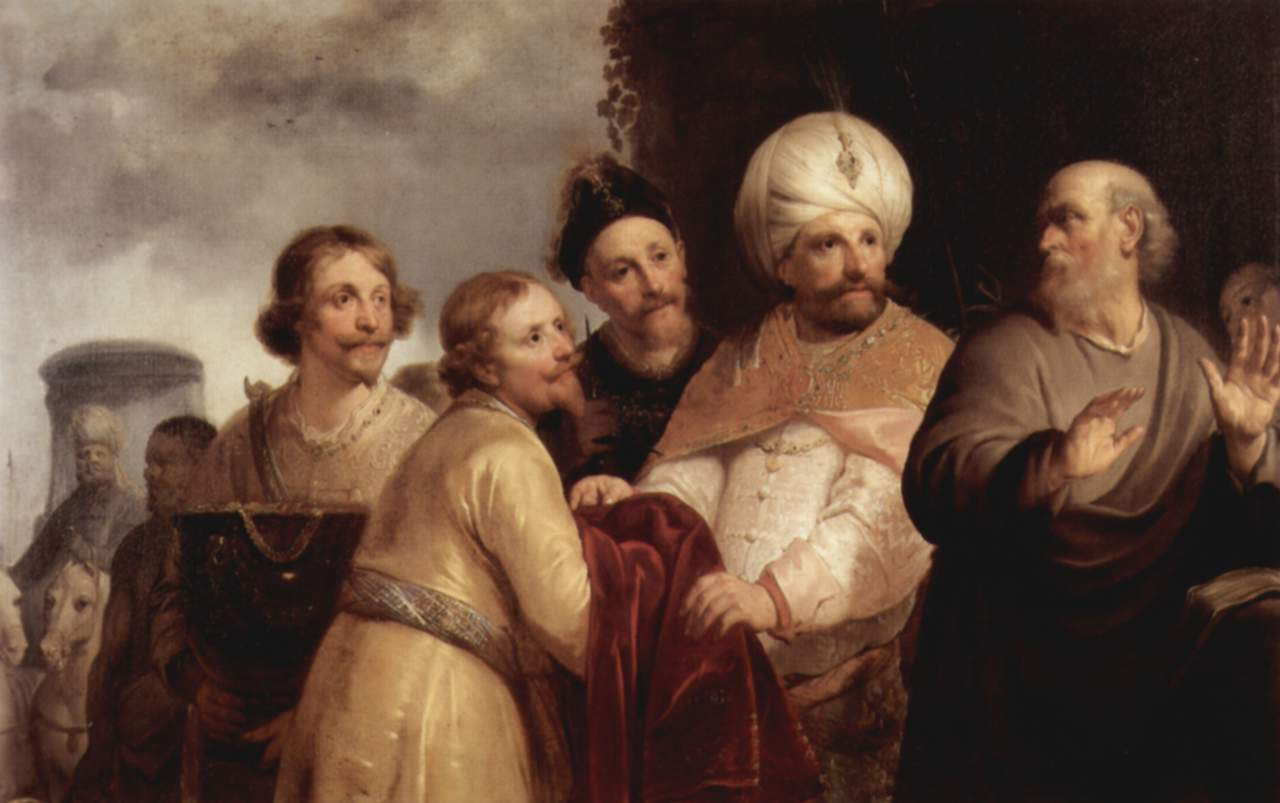
ナアマンの贈り物を断るエリシャ Pieter Fransz de Grebber

『列王記下』に残されている数々の奇跡談は、エリシャが社会的弱者の救済を惜しまない義人であったことを物語っている反面、彼の気難しくて激し易い性格、さらには無慈悲で残酷とも取られかねない人物像さえをも醸し出しているといえよう。とりわけ、エリコからの帰路の途上、町から出て来た子供たちに「עלה קרח」（新共同訳：「禿げ頭、上って行け」）とからかわれた際、神の名において子供たちを呪い、その結果、四十二名の子供が熊に襲われたとする逸話はあまりにも有名である（2：23～2：24）。ハザルによれば、この故事から「根も葉もない、何の根拠もない」を意味する慣用句「לא דובים ולא יער」（直訳「熊もいなければ森もない」）が生まれたとしている（下記参照）。他にも、自分が断ったナアマンからの贈り物を従者ゲハジが着服した際、彼にナアマンの皮膚病を患わせて破門したという逸話もある。

### 影響力
国民的な預言者として活動していたエリシャの影響力は、国家の政治、並びに軍事戦略といったものにまで及んでおり、例えば、モアブに対して宣戦布告したイスラエルの王ヨラムとユダの王ヨシャファトとエドムの王が遠征の途中で水不足に陥った際、エリシャはワジに水が溢れることを預言し、彼らの圧倒的な勝利を約束する（3：1～3：27）。また、サマリアがアラムの王ベン・ハダドに包囲されて深刻な飢餓がもたらされたときは翌日に解決すると預言したのだが、それはアラム軍の謎の撤退という形で実現している（6：24～7：20）。
また、イゼベルによって国内に広められた偶像崇拝との戦いをもエリヤから引き継いでいたエリシャは、ヨシャファトの子イエフに使者を遣わし、彼が王位に就くとする預言を伝える。イエフはヨラムに対して謀反を起こし、イゼベルを殺害する。こうしてオムリ王朝を転覆させ、イスラエルから偶像崇拝の風習を払拭したのである。

## 熊もいなければ森もない
| 「 | エリシャはそこからベテルに上った。彼が道を上っていくと、町から小さな子供たちが出て来て彼を嘲り、「禿げ頭、上って行け。禿げ頭、上って行け」と言った。（2：23） | 」 |

『列王記下』の記述を単純に読む限りでは、子供たちが「עלה קרח」（新共同訳：「禿げ頭、上って行け」）と言ってエリシャをからかったのは、彼の外見上の特徴を見たからだと受け取れる。だが、一部の注釈家たちによれば、子供(原語では若者)たちはエリシャが自分たちの町の収入源をהקריח（禿げさせた、不毛にした）から、このような野次を飛ばしたと解説している。つまり、エリシャによって水を清められるまで、エリコの住民は彼らの町から水を買っていたというのである。また、エリシャの業績が忠実に『列王記下』の記述に反映されているならば、彼がエリヤと死別したのはまだ青年期の頃であったと推定される。よって、その直後に浴びせられた子供たちの野次は、彼の容姿には関係なかったとも考えられるのである。
一方のエリシャは、この発言に対して次のような行動で応えている。
| 「 | エリシャは振り向いてにらみつけ、主の名によって彼らを呪うと、森の中から二頭の熊が現れ、子供たちのうちの四十二人を引き裂いた。（2：24） | 」 |

一見したところ、この恐ろしい出来事は預言者の振る舞いとしては到底相応しくなく、また、子供たちが受けた罰も、その罪と比較して釣り合いが取れているとは思えない。
ハザルもその注釈において、預言者のこの行動に不快感を隠せないでいる。一方、『バビロニアン・タルムード』（マセヘット・ソター 46.1）では、エリシャは預言者としての生涯の中で三つの過ちを犯したと述べている。それは、熊に子供たちを襲わせたこと、従者ゲハジを破門したこと、そして彼自身の死であると。
エリシャは旧約聖書の登場人物の中でも、とりわけ魅力のある人物の一人とされているのだが、それは預言者らしからぬ人間的な苦悩を背負いながらの人生であったことが描写されているからであろう。ハザルの注釈においても彼の業績に対しての反論は決して単純なものではなく、いずれにせよ預言者としての彼の聖性を義認しているのである。

## エリシャの死
ヨアシュ王の時代、エリシャは死をもたらす病を患った。それを知ったヨアシュは彼のもとを訪れ、その偉大な業績に敬意を表したのだが、その際、エリヤとの別れ際にエリシャが叫んだのと同じ言葉で哀悼の辞を述べている。
| 「 | 「わが父よ、わが父よ、イスラエルの戦車よ、その騎兵よ」（13：14） | 」 |

エリシャは、アラムとの戦におけるイスラエルの圧倒的な勝利を預言したのを最後に、臥所で息を引き取った。
数世紀前にパレスチナを訪れた旅行家の中に、サマリアにあるシャイフ・アリの墓とシャイフ・エリアスの墓のいずれかがエリシャに関係していると主張する者がいた（ただし「エリアス」は「エリヤ」のアラビア名）。その墓とされる記念碑は現在、シケム（ナーブルス）からケファル・サバに下る道すがらにあるシャイフ・エリアスと呼ばれる村にあるのだが、それはかつてこの村の北部にあった集落の名称シャイフ・アリにちなんで建てられたともいわれている。また、エリシャの死に関する描写の中に「イスラエルの王ヨアシュが下って来て訪れ」（13：14）という記述があるのだが、これは伝統的に、サマリアから海岸地帯へ向けての旅程であったと解釈されている。
エリシャはその死後に及んでも、なおも奇跡を行ったとされている。彼が埋葬されてからおよそ一年後、ある人物の遺体が同じ墓穴に投げ込まれたのだが、エリシャの骨がその遺体に触れたところ、その人物は自分の足で立ち上がったとする逸話が『列王記下』（13：20）には残されている。